# Daniela Guerguelcherva
Daniela Guerguelcherva född 20 juli 1964 i Momtjilgrad, är en före detta bulgarisk bordtennisspelare. Hon var europamästare i singel. 
Guerguelcherva deltog i 8 VM turneringar mellan 1979 och 1995 med en kvartsfinal i dubbel som främsta merit.
Hon deltog i sex EM turneringar mellan 1984 och 1994 och vann 1 guld och 1 silver. 

## Meriter
- Bordtennis VM
  - 1989 i Dortmund
    - kvartsfinal dubbel
    - 15:e plats bulgariska laget

- Bordtennis EM
  - 1986 i Prag
    - kvartsfinal mixed dubbel

  - 1988 i Paris
    - kvartsfinal dubbel

  - 1990 i Paris
    - 1:a plats singel
    - kvartsfinal dubbel
    - 3:e mixed dubbel (med Ding Yi, Österrike)

  - 1992 i Stuttgart
    - kvartsfinal dubbel

- Europa Top 12
  - 1986 i Södertälje 3:e
  - 1987 i Basel 5:e
  - 1989 i Charleroi 3:e
  - 1990 i Hannover 9:e
  - 1992 i Wien 4:e
  - 1993 i Köpenhamn 11:e
  - 1994 i Arrezo 11:e